# Andrew Hoole
Andrew James Hoole (Newcastle, 22 ottobre 1993) è un calciatore australiano, centrocampista del Broadmeadow Magic.

## Carriera
Cresciuto nel settore giovanile dei Newcastle Jets, dopo due stagioni e mezzo disputate ad alto livello, il 30 aprile 2015 viene ceduto al Sydney FC, con cui firma un biennale. Svincolatosi il 20 giugno 2016, il giorno dopo torna ai Jets. Il 31 maggio 2017 passa ai Central Coast Mariners, legandosi alla squadra di Gosford fino al 2019.

## Statistiche

### Presenze e reti nei club
Statistiche aggiornate al 26 maggio 2018.
| Stagione              | Squadra                | Campionato            | Campionato | Campionato | Coppe nazionali | Coppe nazionali | Coppe nazionali | Coppe continentali | Coppe continentali | Coppe continentali | Altre coppe | Altre coppe | Altre coppe | Totale | Totale | Totale |
| Stagione              | Squadra                | Comp                  | Pres       | Reti       | Comp            | Pres            | Reti            | Comp               | Pres               | Reti               | Comp        | Pres        | Reti        | Pres   | Reti   |        |
| --------------------- | ---------------------- | --------------------- | ---------- | ---------- | --------------- | --------------- | --------------- | ------------------ | ------------------ | ------------------ | ----------- | ----------- | ----------- | ------ | ------ | ------ |
| 2012-2013             | Newcastle Jets         | AL                    | 8          | 0          | -               | -               | -               | -                  | -                  | -                  | -           | -           | -           | 8      | 0      |        |
| 2013-2014             | Newcastle Jets         | AL                    | 18         | 0          | -               | -               | -               | -                  | -                  | -                  | -           | -           | -           | 18     | 0      |        |
| 2014-2015             | Newcastle Jets         | AL                    | 24         | 1          | FFA Cup         | 0               | 0               | -                  | -                  | -                  | -           | -           | -           | 24     | 1      |        |
| 2015-2016             | Sydney FC              | AL                    | 15         | 0          | FFA Cup         | 2               | 0               | ACL                | 6                  | 0                  | -           | -           | -           | 23     | 0      |        |
| 2016-2017             | Newcastle Jets         | AL                    | 26         | 5          | FFA Cup         | 1               | 0               | -                  | -                  | -                  | -           | -           | -           | 27     | 5      |        |
| Totale Newcastle Jets | Totale Newcastle Jets  | Totale Newcastle Jets | 76         | 6          |                 | 1               | 0               |                    | -                  | -                  |             | -           | -           | 77     | 6      |        |
| 2017-2018             | Central Coast Mariners | AL                    | 23         | 4          | FFA Cup         | 1               | 0               | -                  | -                  | -                  | -           | -           | -           | 24     | 4      |        |
| Totale carriera       | Totale carriera        | Totale carriera       | 114        | 10         |                 | 4               | 0               |                    | 6                  | 0                  |             | -           | -           | 124    | 10     |        |